# Campionat del Món d'atletisme de 2005

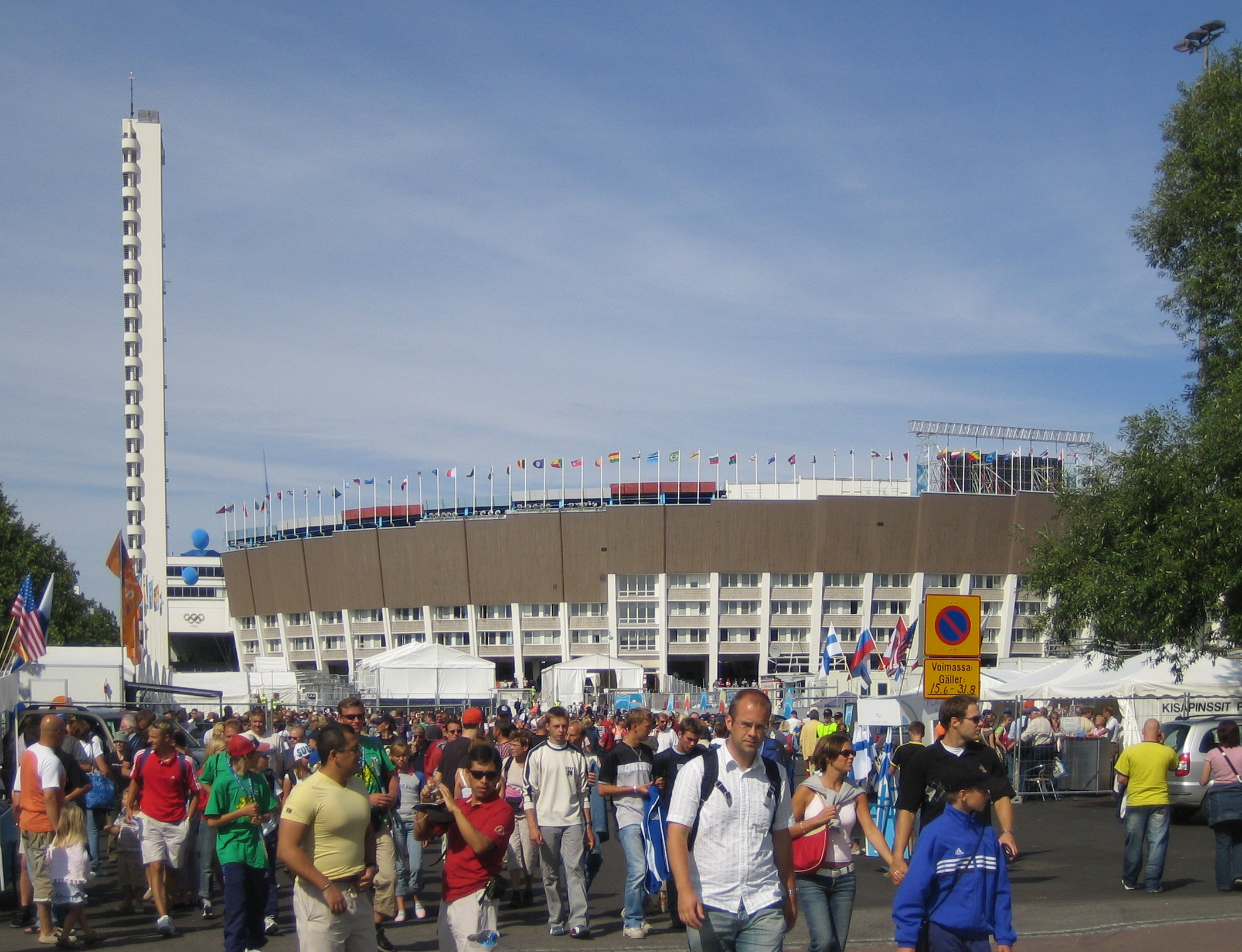
L'estadi Olímpic de Hèlsinki el dia de la inauguració del campionat del Món d'atletisme de 2005

El 10è campionat del Món d'atletisme, organitzat per l'Associació Internacional de Federacions d'Atletisme, es va celebrar a l'estadi Olímpic de Hèlsinki, Finlàndia entre el 6 i el 14 d'agost.
Amb la introducció de la prova del 3000 metres obstacles per a dones, el programa de proves d'aquest campionat s'aproxima més que mai a la igualtat entre homes i dones. Amb l'excepció dels 50 km marxa, les dones competeixen en pràcticament totes les proves masculines (amb l'excepció dels 110 metres tanques i el decatló, que per a les atletes femenines són els 100 metres tanques i l'heptatló).
Des del primer campionat del Món d'atletisme a Hèlsinki el 1983, s'han introduït set noves proves femenines:
- 10000 metres, introduïda el 1987.
- 5000 metres, que va substituir a la prova dels 3000 metres el 1995.
- El triple salt, introduït el 1993.
- Els 20 km marxa, que va substituir els 10 km marxa el 1999.
- El salt amb perxa, introduït el 1999.
- El llançament de martell, introduït el 1999.
- Els 3000 metres obstacles, introduïts el 2005.

## Resultats Masculins

### Curses
2001 |2003 |2005 |2007 |2009
| Prova: | Or:                                                                             | Or:          | Argent:                                                                       | Argent:      | Bronze:                                                                                | Bronze:       |
| --- | ------------------------------------------------------------------------------- | ------------ | ----------------------------------------------------------------------------- | ------------ | -------------------------------------------------------------------------------------- | ------------- |
| 100 m Detalls | Justin Gatlin · United States                                                   | 9.88 (SB)    | Michael Frater · Jamaica                                                      | 10.05        | Kim Collins · Saint Kitts and Nevis                                                    | 10.05         |
| 200 m Detalls | Justin Gatlin · United States                                                   | 20.04        | Wallace Spearmon · United States                                              | 20.20        | John Capel · United States                                                             | 20.31 (SB)    |
| 400 m Detalls | Jeremy Wariner · United States                                                  | 43.93 (WL)   | Andrew Rock · United States                                                   | 44.35 (PB)   | Tyler Christopher · Canada                                                             | 44.44 (NR)    |
| 800 m Detalls | Rashid Ramzi · Bahrain                                                          | 1:44.24 (PB) | Yuriy Borzakovskiy · Russia                                                   | 1:44.51      | William Yiampoy · Kenya                                                                | 1:44.55       |
| 1500 m Detalls | Rashid Ramzi · Bahrain                                                          | 3:37.88      | Adil Kaouch · Morocco                                                         | 3:38.00 (SB) | Rui Silva · Portugal                                                                   | 3:38.02       |
| 5000 m Detalls | Benjamin Limo · Kenya                                                           | 13:32.55     | Sileshi Sihine · Ethiopia                                                     | 13:32.81     | Craig Mottram · Australia                                                              | 13:32.96      |
| 10000 m Detalls | Kenenisa Bekele · Ethiopia                                                      | 27:08.33     | Sileshi Sihine · Ethiopia                                                     | 27:08.87     | Moses Mosop · Kenya                                                                    | 27:08.96 (PB) |
| Marató Detalls | Jaouad Gharib · Morocco                                                         | 2:10:10      | Christopher Isegwe Njunguda · Tanzania                                        | 2:10:21 (PB) | Tsuyoshi Ogata · Japan                                                                 | 2:11:16 (SB)  |
| 110 m tanques Detalls | Ladji Doucouré · France                                                         | 13.07        | Liu Xiang · Xina                                                              | 13.08        | Allen Johnson · United States                                                          | 13.10         |
| 400 m tanques Detalls | Bershawn Jackson · United States                                                | 47.30 (PB)   | James Carter · United States                                                  | 47.43 (PB)   | Dai Tamesue · Japan                                                                    | 48.10 (PB)    |
| 3000 m obstacles Detalls | Saif Saaeed Shaheen · Qatar                                                     | 8:13.31      | Ezekiel Kemboi · Kenya                                                        | 8:14.95      | Brimin Kipruto · Kenya                                                                 | 8:15.30       |
| 20 km marxa Detalls | Jefferson Pérez · Ecuador                                                       | 1:18:35 (SB) | Francisco Javier Fernández · Spain                                            | 1:19:36      | Juan Manuel Molina · Spain                                                             | 1:19:44 (PB)  |
| 50 km marxa Detalls | Sergey Kirdyapkin · Russia                                                      | 3:38:08 (PB) | Aleksey Voyevodin · Russia                                                    | 3:41:25      | Alex Schwazer · Italy                                                                  | 3:41:54 (NR)  |
| 4x100 m Detalls | France · Ladji Doucouré · Ronald Pognon · Eddy De Lépine · Lueyi Dovy           | 38.08 (WL)   | Trinidad and Tobago · Kevon Pierre · Marc Burns · Jacey Harper · Darrel Brown | 38.10 (NR)   | Regne Unit · Jason Gardener · Marlon Devonish · Christian Malcolm · Mark Lewis-Francis | 38.27 (SB)    |
| 4x400 m Detalls | United States · Andrew Rock · Derrick Brew · Darold Williamson · Jeremy Wariner | 2:56.91 (WL) | Bahamas · Nathaniel McKinney · Avard Moncur · Andrae Williams · Chris Brown   | 2:57.32 (NR) | Jamaica · Sanjay Ayre · Brandon Simpson · Lansford Spence · Davian Clarke              | 2:58.07 (SB)  |
| AR Rècord del continent \| CR Rècord del campionat \| NR Rècord nacional \| OR Rècord olímpic \| PB/PR Millor marca personal/Rècord personal SB Millor marca personal de la temporada \| WL Millor marca mundial de l'any \| WR Rècord del món |                                                                                 |              |                                                                               |              |                                                                                        |               |

### Concursos
2001 |2003 |2005 |2007 |2009
| Prova: | Or:                             | Or:        | Argent:                                        | Argent:        | Bronze:                      | Bronze:    |
| --- | ------------------------------- | ---------- | ---------------------------------------------- | -------------- | ---------------------------- | ---------- |
| Salt d'alçada Detalls | Yuriy Krymarenko · Ukraine      | 2.32       | Víctor Moya · Cuba · Yaroslav Rybakov · Russia | 2.29 (PB) 2.29 | -                            | -          |
| Salt amb perxa Detalls | Rens Blom · Netherlands         | 5.80 (SB)  | Brad Walker · United States                    | 5.75           | Pavel Gerasimov · Russia     | 5.65 (SB)  |
| Salt de llargada Detalls | Dwight Phillips · United States | 8.60 (WL)  | Ignisious Gaisah · Ghana                       | 8.34 (NR)      | Tommi Evilä · Finland        | 8.25       |
| Triple salt Detalls | Walter Davis · United States    | 17.57 (SB) | Yoandri Betanzos · Cuba                        | 17.42 (SB)     | Marian Oprea · Romania       | 17.40      |
| Llançament de pes Detalls | Adam Nelson · United States     | 21.73 (SB) | Rutger Smith · Netherlands                     | 21.29          | Ralf Bartels · Germany       | 20.99      |
| Llançament de disc Detalls | Virgilijus Alekna · Lithuania   | 70.17 (CR) | Gerd Kanter · Estonia                          | 68.57          | Michael Möllenbeck · Germany | 65.95      |
| Llançament de javelina Detalls | Andrus Värnik · Estonia         | 87.17      | Andreas Thorkildsen · Norway                   | 86.18          | Serguei Makàrov · Russia     | 83.54      |
| Llançament de martell Detalls | Ivan Tikhon · Belarus           | 83.89 (CR) | Vadim Devyatovskiy · Belarus                   | 82.60          | Szymon Ziółkowski · Poland   | 79.35 (SB) |
| Decatló Detalls | Bryan Clay · United States      | 8732 (WL)  | Roman Šebrle · Czech Republic                  | 8521           | Attila Zsivóczky · Hungary   | 8385       |
| AR Rècord del continent \| CR Rècord del campionat \| NR Rècord nacional \| OR Rècord olímpic \| PB/PR Millor marca personal/Rècord personal SB Millor marca personal de la temporada \| WL Millor marca mundial de l'any \| WR Rècord del món |                                 |            |                                                |                |                              |            |

## Resultats femenins

### Curses
2001 |2003 |2005 |2007 |2009
| Prova: | Or:                                                                                     | Or:           | Argent:                                                                          | Argent:       | Bronze:                                                                                | Bronze:      |
| --- | --------------------------------------------------------------------------------------- | ------------- | -------------------------------------------------------------------------------- | ------------- | -------------------------------------------------------------------------------------- | ------------ |
| 100 m Detalls | Lauryn Williams · United States                                                         | 10.93         | Veronica Campbell · Jamaica                                                      | 10.95 (SB)    | Christine Arron · France                                                               | 10.98        |
| 200 m Detalls | Allyson Felix · United States                                                           | 22.16         | Rachelle Boone-Smith · United States                                             | 22.31         | Christine Arron · France                                                               | 22.31 (SB)   |
| 400 m Detalls | Tonique Williams-Darling · Bahamas                                                      | 49.55 (SB)    | Sanya Richards · United States                                                   | 49.74         | Ana Guevara · Mexico                                                                   | 49.81        |
| 800 m Detalls | Zulia Calatayud · Cuba                                                                  | 1:58.82       | Hasna Benhassi · Morocco                                                         | 1:59.42       | Tatyana Andrianova · Russia                                                            | 1:59.60      |
| 1500 m Detalls | Tatiana Tomàixova · Russia                                                              | 4:00.35 (SB)  | Olga Iegórova · Russia                                                           | 4:01.46       | Bouchra Ghezielle · France                                                             | 4:02.45      |
| 5000 m Detalls | Tirunesh Dibaba · Ethiopia                                                              | 14:38.59 (CR) | Meseret Defar · Ethiopia                                                         | 14:39.54      | Ejegayehu Dibaba · Ethiopia                                                            | 14:42.47     |
| 10000 m Detalls | Tirunesh Dibaba · Ethiopia                                                              | 30:24.02      | Berhane Adere · Ethiopia                                                         | 30:25.41 (SB) | Ejegayehu Dibaba · Ethiopia                                                            | 30:26.00     |
| Marató Detalls | Paula Radcliffe · Regne Unit                                                            | 2:20:57 CR    | Catherine Ndereba · Kenya                                                        | 2:22:01 SB    | Constantina Tomescu · Romania                                                          | 2:23:19      |
| 100 m tanques Detalls | Michelle Perry · United States                                                          | 12.66         | Delloreen Ennis-London · Jamaica                                                 | 12.76         | Brigitte Foster-Hylton · Jamaica                                                       | 12.76        |
| 400 m tanques Detalls | Yuliya Pechonkina · Russia                                                              | 52.90 (WL)    | Lashinda Demus · United States                                                   | 53.27 (PB)    | Sandra Glover · United States                                                          | 53.32 (PB)   |
| 3000 m obstacles Detalls | Dorcus Inzikuru · Uganda                                                                | 9:18.24 (CR)  | Yekaterina Volkova · Russia                                                      | 9:20.49 (PB)  | Jeruto Kiptum · Kenya                                                                  | 9:26.95 (NR) |
| 20 km marxa Detalls | Olimpiada Ivanova · Russia                                                              | 1:25:41 (WR)  | Ryta Turava · Belarus                                                            | 1:27:05 (NR)  | Susana Feitor · Portugal                                                               | 1:28:44 (SB) |
| 4x100 m Detalls | United States · Angela Daigle · Muna Lee · Me'Lisa Barber · Lauryn Williams             | 41.78 (WL)    | Jamaica · Daniele Browning · Sherone Simpson · Aleen Bailey · Veronica Campbell  | 41.99 (SB)    | Belarus · Yulia Nestsiarenka · Natalya Sologub · Alena Nevmerzhitskaya · Oksana Dragun | 42.56 (NR)   |
| 4x400 m Detalls | Russia · Yuliya Pechonkina · Olesya Krasnomovets · Natalya Antyukh · Svetlana Pospelova | 3:20.95       | Jamaica · Shericka Williams · Novlene Williams · Ronetta Smith · Lorraine Fenton | 3:23.29 (SB)  | Regne Unit · Lee McConnell · Donna Fraser · Nicola Sanders · Christine Ohuruogu        | 3:24.44 (SB) |
| AR Rècord del continent \| CR Rècord del campionat \| NR Rècord nacional \| OR Rècord olímpic \| PB/PR Millor marca personal/Rècord personal SB Millor marca personal de la temporada \| WL Millor marca mundial de l'any \| WR Rècord del món |                                                                                         |               |                                                                                  |               |                                                                                        |              |

- Yuliya Chizhenko va acabar segona als 1500 metres, però va ser desqualificada per obstruir a Maryam Yusuf Jamal de Bahrain, per la qual cosa Olga Yegorova s'endú l'argent i la francesa Bouchra Ghezielle el bronze.

### Concursos
2001 |2003 |2005 |2007 |2009
| Prova: | Or:                            | Or:        | Argent:                        | Argent:    | Bronze:                                    | Bronze:   |
| --- | ------------------------------ | ---------- | ------------------------------ | ---------- | ------------------------------------------ | --------- |
| Salt d'alçada Detalls | Kajsa Bergqvist · Sweden       | 2.02 (WL)  | Chaunte Howard · United States | 2.00 (PB)  | Emma Green · Sweden                        | 1.96 (PB) |
| Salt amb perxa Detalls | Ielena Issinbàieva · Russia    | 5.01 (WR)  | Monika Pyrek · Poland          | 4.60       | Pavla Hamáčková · Czech Republic           | 4.50      |
| Salt de llargada Detalls | Tianna Madison · United States | 6.89 (PB)  | Tatyana Kotova · Russia        | 6.79       | Eunice Barber · France                     | 6.76      |
| Triple salt Detalls | Trecia Smith · Jamaica         | 15.11 (WL) | Yargelis Savigne · Cuba        | 14.82 (PB) | Anna Pyatykh · Russia                      | 14.78     |
| Llançament de pes Detalls | Nadzeya Astapchuk · Belarus    | 20.51      | Olga Ryabinkina · Russia       | 19.64      | Valerie Vili · New Zealand                 | 19.62     |
| Llançament de disc Detalls | Franka Dietzsch · Germany      | 66.56 (SB) | Natalya Sadova · Russia        | 64.33      | Věra Pospíšilová-Cechlová · Czech Republic | 63.19     |
| Llançament de martell Detalls | Olga Kuzenkova · Russia        | 75.10 (SB) | Yipsi Moreno · Cuba            | 73.08      | Tatyana Lysenko · Russia                   | 72.46     |
| Llançament de javelina Detalls | Osleidys Menéndez · Cuba       | 71.70 (WR) | Christina Obergföll · Germany  | 70.03 (AR) | Steffi Nerius · Germany                    | 65.96     |
| Heptatló Detalls | Carolina Klüft · Sweden        | 6887 (SB)  | Eunice Barber · France         | 6824       | Margaret Simpson · Ghana                   | 6375      |
| AR Rècord del continent \| CR Rècord del campionat \| NR Rècord nacional \| OR Rècord olímpic \| PB/PR Millor marca personal/Rècord personal SB Millor marca personal de la temporada \| WL Millor marca mundial de l'any \| WR Rècord del món |                                |            |                                |            |                                            |           |

## Medaller
| Posició | Nació               | Or | Argent | Bronze | Total |
| ------- | ------------------- | -- | ------ | ------ | ----- |
| 1.      | Estats Units        | 14 | 8      | 3      | 25    |
| 2.      | Rússia              | 7  | 8      | 5      | 20    |
| 3.      | Etiòpia             | 3  | 4      | 2      | 9     |
| 4.      | Cuba                | 2  | 4      | 0      | 6     |
| 5.      | Belarús             | 2  | 2      | 1      | 5     |
| 6.      | França              | 2  | 1      | 4      | 7     |
| 7.      | Suècia              | 2  | 0      | 1      | 3     |
| 8.      | Bahrain             | 2  | 0      | 0      | 2     |
| 9.      | Jamaica             | 1  | 5      | 2      | 8     |
| 10.     | Kenya               | 1  | 2      | 4      | 7     |
| 11.     | Marroc              | 1  | 2      | 0      | 3     |
| 12.     | Alemanya            | 1  | 1      | 3      | 5     |
| 13.     | Bahames             | 1  | 1      | 0      | 2     |
| 13.     | Estònia             | 1  | 1      | 0      | 2     |
| 13.     | Països Baixos       | 1  | 1      | 0      | 2     |
| 16.     | Regne Unit          | 1  | 0      | 2      | 3     |
| 17.     | Equador             | 1  | 0      | 0      | 1     |
| 17.     | Lituània            | 1  | 0      | 0      | 1     |
| 17.     | Qatar               | 1  | 0      | 0      | 1     |
| 17.     | Uganda              | 1  | 0      | 0      | 1     |
| 17.     | Ucraïna             | 1  | 0      | 0      | 1     |
| 22.     | Txèquia             | 0  | 1      | 2      | 3     |
| 23.     | Ghana               | 0  | 1      | 1      | 1     |
| 23.     | Polònia             | 0  | 1      | 1      | 2     |
| 23.     | Espanya             | 0  | 1      | 1      | 2     |
| 26.     | Noruega             | 0  | 1      | 0      | 1     |
| 26.     | R.P. de la Xina     | 0  | 1      | 0      | 1     |
| 26.     | Tanzània            | 0  | 1      | 0      | 1     |
| 26.     | Trinitat i Tobago   | 0  | 1      | 0      | 1     |
| 30.     | Japó                | 0  | 0      | 2      | 2     |
| 30.     | Portugal            | 0  | 0      | 2      | 2     |
| 30.     | Romania             | 0  | 0      | 2      | 2     |
| 33.     | Austràlia           | 0  | 0      | 1      | 1     |
| 33.     | Canadà              | 0  | 0      | 1      | 1     |
| 33.     | Finlàndia           | 0  | 0      | 1      | 1     |
| 33.     | Hongria             | 0  | 0      | 1      | 1     |
| 33.     | Itàlia              | 0  | 0      | 1      | 1     |
| 33.     | Mèxic               | 0  | 0      | 1      | 1     |
| 33.     | Nova Zelanda        | 0  | 0      | 1      | 1     |
| 33.     | Saint Kitts i Nevis | 0  | 0      | 1      | 1     |
|         |                     |    |        |        |       |